# Гіфт Мфанде
Гіфт Мфанде (англ. Gift Mphande, нар. 19 листопада 2003, Лусака) — замбійський футболіст, захисник ізраїльського клубу «Хапоель» (Рішон-ле-Ціон) та національної збірної Замбії.
Виступав також за клуб «Хапоель» (Рішон-ле-Ціон).

## Клубна кар'єра
Народився 19 листопада 2003 року в місті Лусака. Вихованець футбольної школи клубу Atletico Lusaka.
У дорослому футболі дебютував 2023 року виступами за команду «Хапоель» (Рішон-ле-Ціон), кольори якої захищає й донині.

## Виступи за збірні
У 2023 році залучався до складу молодіжної збірної Замбії. На молодіжному рівні зіграв у 3 офіційних матчах.
Того ж року дебютував в офіційних матчах у складі національної збірної Замбії.
У складі збірної був учасником Кубка африканських націй 2023 року у Кот-д'Івуарі.
| Дата       | Місто    | Господарі   | Результат          | Гості       | Турнір                                  | Голи | Примітки |
| ---------- | -------- | ----------- | ------------------ | ----------- | --------------------------------------- | ---- | -------- |
| 21-11-2023 | Марракеш | Нігер       | 2 – 1              | Замбія      | Відбір до ЧС 2026                       | -    | 67'      |
| 23-3-2024  | Лілонгве | Замбія      | 2 – 2 (5 – 6 п.п.) | Зімбабве    | товариський матч                        | -    | 46'      |
| 26-3-2024  | Лілонгве | Малаві      | 1 – 2              | Замбія      | товариський матч                        | -    |          |
| 7-6-2024   | Агадір   | Марокко     | 2 – 1              | Замбія      | Відбір до ЧС 2026                       | -    | 43'      |
| 11-6-2024  | Ндола    | Замбія      | 0 – 1              | Танзанія    | Відбір до ЧС 2026                       | -    |          |
| 6-9-2024   | Буаке    | Кот-д'Івуар | 2 – 0              | Замбія      | Відбір до Кубка африканських націй 2025 | -    | 33'      |
| 15-10-2024 | Яунде    | Чад         | 0 – 1              | Замбія      | Відбір до Кубка африканських націй 2025 | -    | 60'      |
| 15-11-2024 | Ндола    | Замбія      | 1 – 0              | Кот-д'Івуар | Відбір до Кубка африканських націй 2025 | -    |          |
| Усього     |          | Матчів      | 8                  |             | Голів                                   | 0    |          |